# Estação Macul
A Estação Macul é uma das estações do Metrô de Santiago, situada em Santiago, entre a Estação Las Torres e a Estação Vicuña Mackenna. Faz parte da Linha 4.
Foi inaugurada em 02 de março de 2006. Localiza-se no cruzamento da Rodovia Vespucio Sur com a Avenida Departamental, a Avenida Macul e a Avenida La Florida. Atende as comunas de La Florida, Macul e Peñalolén.
Espera-se que até 2032 esta estação seja uma futura combinação com a Linha 8.